# Interlands Noord-Iers voetbalelftal 2000-2009
Deze pagina toont een chronologisch en gedetailleerd overzicht van de interlands die het Noord-Iers voetbalelftal speelde in de periode 2000 – 2009.

## Interlands

### 2000
|                                                        |                    |       |                                                 |                                                                                                |
| 23 februari Vriendschappelijk № 471 «onderlinge duels» | Luxemburg          | 1 – 3 | Noord-Ierland                                   | Stade Josy Barthel, Luxemburg Toeschouwers: 1.818 Scheidsrechter: Manfred Schüttengruber (AUT) |
| 23 februari Vriendschappelijk № 471 «onderlinge duels» | Manuel Cardoni 41' |       | 21' David Healy 48' David Healy 87' James Quinn | Stade Josy Barthel, Luxemburg Toeschouwers: 1.818 Scheidsrechter: Manfred Schüttengruber (AUT) |

|                                                     |       |                                                           |               |                                                                                      |
| 28 maart Vriendschappelijk № 472 «onderlinge duels» | Malta | 0 – 3                                                     | Noord-Ierland | Ta' Qali Stadium, Ta' Qali Toeschouwers: 956 Scheidsrechter: Massimo De Santis (ITA) |
| 28 maart Vriendschappelijk № 472 «onderlinge duels» |       | 14' (pen.) Michael Hughes 16' James Quinn 41' David Healy |               | Ta' Qali Stadium, Ta' Qali Toeschouwers: 956 Scheidsrechter: Massimo De Santis (ITA) |

|                                                     |               |                    |           |                                                                                |
| 26 april Vriendschappelijk № 473 «onderlinge duels» | Noord-Ierland | 0 – 1              | Hongarije | Windsor Park, Belfast Toeschouwers: 9.140 Scheidsrechter: David Richards (WAL) |
| 26 april Vriendschappelijk № 473 «onderlinge duels» |               | 61' Ferenc Horváth |           | Windsor Park, Belfast Toeschouwers: 9.140 Scheidsrechter: David Richards (WAL) |

|                                                        |                 |       |                                         |                                                                               |
| 16 augustus Vriendschappelijk № 474 «onderlinge duels» | Noord-Ierland   | 1 – 2 | Joegoslavië                             | Windsor Park, Belfast Toeschouwers: 6.095 Scheidsrechter: William Young (SCO) |
| 16 augustus Vriendschappelijk № 474 «onderlinge duels» | David Healy 45' |       | 63' Mateja Kežman 78' Predrag Mijatović | Windsor Park, Belfast Toeschouwers: 6.095 Scheidsrechter: William Young (SCO) |

|                                                                |               |       |       |                                                                                |
| 2 september WK-kwalificatie № 475 «onderlinge duels» 15:00 uur | Noord-Ierland | 1 – 0 | Malta | Windsor Park, Belfast Toeschouwers: 8.227 Scheidsrechter: Taras Bezubiak (RUS) |
| 2 september WK-kwalificatie № 475 «onderlinge duels» 15:00 uur | Phil Gray 45' |       |       | Windsor Park, Belfast Toeschouwers: 8.227 Scheidsrechter: Taras Bezubiak (RUS) |

|                                                              |                 |       |                      |                                                                                     |
| 7 oktober WK-kwalificatie № 476 «onderlinge duels» 15:00 uur | Noord-Ierland   | 1 – 1 | Denemarken           | Windsor Park, Belfast Toeschouwers: 11.823 Scheidsrechter: Vitor Melo Pereira (POR) |
| 7 oktober WK-kwalificatie № 476 «onderlinge duels» 15:00 uur | David Healy 38' |       | 63' Dennis Rommedahl | Windsor Park, Belfast Toeschouwers: 11.823 Scheidsrechter: Vitor Melo Pereira (POR) |

|                                                               |                        |       |               |                                                                                   |
| 11 oktober WK-kwalificatie № 477 «onderlinge duels» 15:00 uur | IJsland                | 1 – 0 | Noord-Ierland | Laugardalsvöllur, Reykjavik Toeschouwers: 6.780 Scheidsrechter: Markus Merk (GER) |
| 11 oktober WK-kwalificatie № 477 «onderlinge duels» 15:00 uur | Thordur Gudjonsson 89' |       |               | Laugardalsvöllur, Reykjavik Toeschouwers: 6.780 Scheidsrechter: Markus Merk (GER) |

### 2001
|                                                        |               |                                                                               |           |                                                                             |
| 28 februari Vriendschappelijk № 478 «onderlinge duels» | Noord-Ierland | 0 – 4                                                                         | Noorwegen | Windsor Park, Belfast Toeschouwers: 7.502 Scheidsrechter: Kenny Clark (SCO) |
| 28 februari Vriendschappelijk № 478 «onderlinge duels» |               | 20' Thorstein Helstad 30' John Carew 37' Ståle Stensaas 49' Thorstein Helstad |           | Windsor Park, Belfast Toeschouwers: 7.502 Scheidsrechter: Kenny Clark (SCO) |

|                                                             |               |                  |          |                                                                                         |
| 24 maart WK-kwalificatie № 479 «onderlinge duels» 15:00 uur | Noord-Ierland | 0 – 1            | Tsjechië | Windsor Park, Belfast Toeschouwers: 10.368 Scheidsrechter: Manuel Mejuto González (ESP) |
| 24 maart WK-kwalificatie № 479 «onderlinge duels» 15:00 uur |               | 11' Pavel Nedved |          | Windsor Park, Belfast Toeschouwers: 10.368 Scheidsrechter: Manuel Mejuto González (ESP) |

|                                                             |                                                                                        |       |                                                            |                                                                                            |
| 28 maart WK-kwalificatie № 480 «onderlinge duels» 17:00 uur | Bulgarije                                                                              | 4 – 3 | Noord-Ierland                                              | Balgarska Armiya Stadion, Sofia Toeschouwers: 15.600 Scheidsrechter: Vladimír Hriňák (SVK) |
| 28 maart WK-kwalificatie № 480 «onderlinge duels» 17:00 uur | Krassimir Balakov 7' (pen.) Martin Petrov 17' Krassimir Chomakov 72' Martin Petrov 78' |       | 15' Mark Williams 84' Stuart Elliot 90' (pen.) David Healy | Balgarska Armiya Stadion, Sofia Toeschouwers: 15.600 Scheidsrechter: Vladimír Hriňák (SVK) |

|                                                           |               |                   |           |                                                                                 |
| 2 juni WK-kwalificatie № 481 «onderlinge duels» 15:00 uur | Noord-Ierland | 0 – 1             | Bulgarije | Windsor Park, Belfast Toeschouwers: 7.663 Scheidsrechter: Massimo Busacca (SUI) |
| 2 juni WK-kwalificatie № 481 «onderlinge duels» 15:00 uur |               | 52' Georgi Ivanov |           | Windsor Park, Belfast Toeschouwers: 7.663 Scheidsrechter: Massimo Busacca (SUI) |

|                                                           |                                               |       |                    |                                                                                |
| 6 juni WK-kwalificatie № 482 «onderlinge duels» 16:00 uur | Tsjechië                                      | 3 – 1 | Noord-Ierland      | Na Stínadlech, Teplice Toeschouwers: 14.850 Scheidsrechter: Leif Sundell (SWE) |
| 6 juni WK-kwalificatie № 482 «onderlinge duels» 16:00 uur | Pavel Kuka 40' Pavel Kuka 88' Milan Baroš 90' |       | 45' Philip Mulryne | Na Stínadlech, Teplice Toeschouwers: 14.850 Scheidsrechter: Leif Sundell (SWE) |

|                                                                |                     |       |                    |                                                                              |
| 1 september WK-kwalificatie № 483 «onderlinge duels» 19:15 uur | Denemarken          | 1 – 1 | Noord-Ierland      | Parken, Kopenhagen Toeschouwers: 41.569 Scheidsrechter: Ryszard Wójcik (POL) |
| 1 september WK-kwalificatie № 483 «onderlinge duels» 19:15 uur | Dennis Rommedahl 3' |       | 73' Philip Mulryne | Parken, Kopenhagen Toeschouwers: 41.569 Scheidsrechter: Ryszard Wójcik (POL) |

|                                                                |                                                         |       |         |                                                                                 |
| 5 september WK-kwalificatie № 484 «onderlinge duels» 15:00 uur | Noord-Ierland                                           | 3 – 0 | IJsland | Windsor Park, Belfast Toeschouwers: 6.625 Scheidsrechter: Attila Hanacsek (HUN) |
| 5 september WK-kwalificatie № 484 «onderlinge duels» 15:00 uur | David Healy 48' Michael Hughes 58' George McCartney 60' |       |         | Windsor Park, Belfast Toeschouwers: 6.625 Scheidsrechter: Attila Hanacsek (HUN) |

|                                                              |       |                        |               |                                                                                             |
| 6 oktober WK-kwalificatie № 485 «onderlinge duels» 18:30 uur | Malta | 0 – 1                  | Noord-Ierland | Ta' Qali Stadium, Ta' Qali Toeschouwers: 1.778 Scheidsrechter: Manfred Schüttengruber (AUT) |
| 6 oktober WK-kwalificatie № 485 «onderlinge duels» 18:30 uur |       | 58' (pen.) David Healy |               | Ta' Qali Stadium, Ta' Qali Toeschouwers: 1.778 Scheidsrechter: Manfred Schüttengruber (AUT) |

### 2002
|                                                                  |                                                                                       |       |                 |                                                                                        |
| 13 februari Vriendschappelijk № 486 «onderlinge duels» 19:45 uur | Polen                                                                                 | 4 – 1 | Noord-Ierland   | Tsirion Stadion, Limassol Toeschouwers: 1.200 Scheidsrechter: Tassos Papaioannou (CYP) |
| 13 februari Vriendschappelijk № 486 «onderlinge duels» 19:45 uur | Paweł Kryszalowicz 6' Radosław Kałużny 11' Paweł Kryszalowicz 66' Marcin Żewłakow 69' |       | 17' Steve Lomas | Tsirion Stadion, Limassol Toeschouwers: 1.200 Scheidsrechter: Tassos Papaioannou (CYP) |

|                                                               |               |       |               |                                                                                |
| 27 maart Vriendschappelijk № 487 «onderlinge duels» 18:30 uur | Liechtenstein | 0 – 0 | Noord-Ierland | Rheinparkstadion, Vaduz Toeschouwers: 1.080 Scheidsrechter: René Rogalla (SUI) |
| 27 maart Vriendschappelijk № 487 «onderlinge duels» 18:30 uur |               |       |               | Rheinparkstadion, Vaduz Toeschouwers: 1.080 Scheidsrechter: René Rogalla (SUI) |

|                                                               |               |                                                                                              |        |                                                                               |
| 17 april Vriendschappelijk № 488 «onderlinge duels» 20:00 uur | Noord-Ierland | 0 – 5                                                                                        | Spanje | Windsor Park, Belfast Toeschouwers: 11.103 Scheidsrechter: Kenny Clarke (SCO) |
| 17 april Vriendschappelijk № 488 «onderlinge duels» 20:00 uur |               | 23' Raúl González 48' Rubén Baraja 54' Raúl González 70' Carles Puyol 79' Fernando Morientes |        | Windsor Park, Belfast Toeschouwers: 11.103 Scheidsrechter: Kenny Clarke (SCO) |

|                                                                  |               |       |        |                                                                             |
| 21 augustus Vriendschappelijk № 489 «onderlinge duels» 20:00 uur | Noord-Ierland | 0 – 0 | Cyprus | Windsor Park, Belfast Toeschouwers: 6.922 Scheidsrechter: Simon Jones (WAL) |
| 21 augustus Vriendschappelijk № 489 «onderlinge duels» 20:00 uur |               |       |        | Windsor Park, Belfast Toeschouwers: 6.922 Scheidsrechter: Simon Jones (WAL) |

|                                                               |                                                 |       |               |                                                                                           |
| 12 oktober EK-kwalificatie № 490 «onderlinge duels» 20:45 uur | Spanje                                          | 3 – 0 | Noord-Ierland | Estadio Carlos Belmonte, Albacete Toeschouwers: 16.000 Scheidsrechter: Ľuboš Micheľ (SVK) |
| 12 oktober EK-kwalificatie № 490 «onderlinge duels» 20:45 uur | Rubén Baraja 19' Iván Guti 59' Rubén Baraja 89' |       |               | Estadio Carlos Belmonte, Albacete Toeschouwers: 16.000 Scheidsrechter: Ľuboš Micheľ (SVK) |

|                                                               |               |       |          |                                                                                  |
| 16 oktober EK-kwalificatie № 491 «onderlinge duels» 20:00 uur | Noord-Ierland | 0 – 0 | Oekraïne | Windsor Park, Belfast Toeschouwers: 9.288 Scheidsrechter: Cosimo Bolognino (ITA) |
| 16 oktober EK-kwalificatie № 491 «onderlinge duels» 20:00 uur |               |       |          | Windsor Park, Belfast Toeschouwers: 9.288 Scheidsrechter: Cosimo Bolognino (ITA) |

### 2003
|                                                               |               |                 |         |                                                                                 |
| 12 maart Vriendschappelijk № 492 «onderlinge duels» 20:00 uur | Noord-Ierland | 0 – 1           | Finland | Windsor Park, Belfast Toeschouwers: 6.137 Scheidsrechter: Dougie McDonald (SCO) |
| 12 maart Vriendschappelijk № 492 «onderlinge duels» 20:00 uur |               | 49' Sami Hyypiä |         | Windsor Park, Belfast Toeschouwers: 6.137 Scheidsrechter: Dougie McDonald (SCO) |

|                                                             |                     |       |               |                                                                                    |
| 29 maart EK-kwalificatie № 493 «onderlinge duels» 18:00 uur | Armenië             | 1 – 0 | Noord-Ierland | Republican Stadium, Jerevan Toeschouwers: 10.321 Scheidsrechter: Roland Beck (LIE) |
| 29 maart EK-kwalificatie № 493 «onderlinge duels» 18:00 uur | Artur Petrosyan 87' |       |               | Republican Stadium, Jerevan Toeschouwers: 10.321 Scheidsrechter: Roland Beck (LIE) |

|                                                            |               |                                              |             |                                                                                   |
| 2 april EK-kwalificatie № 494 «onderlinge duels» 20:00 uur | Noord-Ierland | 0 – 2                                        | Griekenland | Windsor Park, Belfast Toeschouwers: 7.196 Scheidsrechter: Grzegorz Gilewski (POL) |
| 2 april EK-kwalificatie № 494 «onderlinge duels» 20:00 uur |               | 3' Angelos Charisteas 55' Angelos Charisteas |             | Windsor Park, Belfast Toeschouwers: 7.196 Scheidsrechter: Grzegorz Gilewski (POL) |

|                                                             |                                           |       |               |                                                                                          |
| 3 juni Vriendschappelijk № 495 «onderlinge duels» 20:00 uur | Italië                                    | 2 – 0 | Noord-Ierland | Stadio Selvapiana, Campobasso Toeschouwers: 18.270 Scheidsrechter: Lucílio Batista (POR) |
| 3 juni Vriendschappelijk № 495 «onderlinge duels» 20:00 uur | Bernardo Corradi 31' Marco Delvecchio 67' |       |               | Stadio Selvapiana, Campobasso Toeschouwers: 18.270 Scheidsrechter: Lucílio Batista (POR) |

|                                                            |               |       |        |                                                                                  |
| 11 juni EK-kwalificatie № 496 «onderlinge duels» 20:00 uur | Noord-Ierland | 0 – 0 | Spanje | Windsor Park, Belfast Toeschouwers: 11.365 Scheidsrechter: Claus Bo Larsen (DEN) |
| 11 juni EK-kwalificatie № 496 «onderlinge duels» 20:00 uur |               |       |        | Windsor Park, Belfast Toeschouwers: 11.365 Scheidsrechter: Claus Bo Larsen (DEN) |

|                                                                |          |       |               |                                                                                   |
| 6 september EK-kwalificatie № 497 «onderlinge duels» 17:15 uur | Oekraïne | 0 – 0 | Noord-Ierland | Sjachtarstadion, Donetsk Toeschouwers: 8.616 Scheidsrechter: Wolfgang Stark (GER) |
| 6 september EK-kwalificatie № 497 «onderlinge duels» 17:15 uur |          |       |               | Sjachtarstadion, Donetsk Toeschouwers: 8.616 Scheidsrechter: Wolfgang Stark (GER) |

|                                                                 |               |                       |         |                                                                               |
| 10 september EK-kwalificatie № 498 «onderlinge duels» 20:00 uur | Noord-Ierland | 0 – 1                 | Armenië | Windsor Park, Belfast Toeschouwers: 8.616 Scheidsrechter: Anton Stredak (SVK) |
| 10 september EK-kwalificatie № 498 «onderlinge duels» 20:00 uur |               | 29' Artavazd Karamyan |         | Windsor Park, Belfast Toeschouwers: 8.616 Scheidsrechter: Anton Stredak (SVK) |

|                                                               |                               |       |               |                                                                                                 |
| 11 oktober EK-kwalificatie № 499 «onderlinge duels» 18:00 uur | Griekenland                   | 1 – 0 | Noord-Ierland | Apostolos Nikolaidis Stadion, Athene Toeschouwers: 17.000 Scheidsrechter: Lucílio Batista (POR) |
| 11 oktober EK-kwalificatie № 499 «onderlinge duels» 18:00 uur | Vassilios Tsiartas 69' (pen.) |       |               | Apostolos Nikolaidis Stadion, Athene Toeschouwers: 17.000 Scheidsrechter: Lucílio Batista (POR) |

### 2004
|                                                                  |                 |       | |                                                                                |
| 18 februari Vriendschappelijk № 500 «onderlinge duels» 20:00 uur | Noord-Ierland   | 1 – 4 | Noorwegen                                                                                          | Windsor Park, Belfast Toeschouwers: 11.288 Scheidsrechter: Craig Thomson (SCO) |
| 18 februari Vriendschappelijk № 500 «onderlinge duels» 20:00 uur | David Healy 56' |       | 17' Morten Gamst Pedersen 35' Morten Gamst Pedersen 43' Steffen Iversen 57' (e.d.) Keith Gillespie | Windsor Park, Belfast Toeschouwers: 11.288 Scheidsrechter: Craig Thomson (SCO) |

|                                                               |         |                 |               |                                                                                 |
| 31 maart Vriendschappelijk № 501 «onderlinge duels» 16:00 uur | Estland | 0 – 1           | Noord-Ierland | A. Le Coq Arena, Tallinn Toeschouwers: 2.000 Scheidsrechter: Petteri Kari (FIN) |
| 31 maart Vriendschappelijk № 501 «onderlinge duels» 16:00 uur |         | 45' David Healy |               | A. Le Coq Arena, Tallinn Toeschouwers: 2.000 Scheidsrechter: Petteri Kari (FIN) |

|                                                               |                 |       |                      |                                                                               |
| 28 april Vriendschappelijk № 502 «onderlinge duels» 19:45 uur | Noord-Ierland   | 1 – 1 | Servië en Montenegro | Windsor Park, Belfast Toeschouwers: 9.690 Scheidsrechter: Ceri Richards (WAL) |
| 28 april Vriendschappelijk № 502 «onderlinge duels» 19:45 uur | James Quinn 18' |       | 7' Veljko Paunović   | Windsor Park, Belfast Toeschouwers: 9.690 Scheidsrechter: Ceri Richards (WAL) |

|                                                             |                    |       |                 |                                                                                              |
| 30 mei Vriendschappelijk № 503 «onderlinge duels» 19:00 uur | Barbados           | 1 – 1 | Noord-Ierland   | Waterford National Stadium, Bridgetown Toeschouwers: 8.000 Scheidsrechter: Neil Brizan (TRI) |
| 30 mei Vriendschappelijk № 503 «onderlinge duels» 19:00 uur | Kenroy Skinner 38' |       | 71' David Healy | Waterford National Stadium, Bridgetown Toeschouwers: 8.000 Scheidsrechter: Neil Brizan (TRI) |

|                                                             |                      |                                  |               |                                                                                 |
| 2 juni Vriendschappelijk № 504 «onderlinge duels» 20:00 uur | Saint Kitts en Nevis | 0 – 2                            | Noord-Ierland | Warner Park, Basseterre Toeschouwers: 5.000 Scheidsrechter: James Matthew (SKN) |
| 2 juni Vriendschappelijk № 504 «onderlinge duels» 20:00 uur |                      | 81' David Healy 86' Steven Jones |               | Warner Park, Basseterre Toeschouwers: 5.000 Scheidsrechter: James Matthew (SKN) |

|                                                             |                    |                                                   |               |                                                                                          |
| 6 juni Vriendschappelijk № 505 «onderlinge duels» 20:00 uur | Trinidad en Tobago | 0 – 3                                             | Noord-Ierland | Dwight Yorke Stadium, Bacolet Toeschouwers: 7.500 Scheidsrechter: Barney Callender (BRB) |
| 6 juni Vriendschappelijk № 505 «onderlinge duels» 20:00 uur |                    | 5' David Healy 41' Stuart Elliott 66' David Healy |               | Dwight Yorke Stadium, Bacolet Toeschouwers: 7.500 Scheidsrechter: Barney Callender (BRB) |

|                                                                  |             |       |               |                                                                               |
| 18 augustus Vriendschappelijk № 506 «onderlinge duels» 19:15 uur | Zwitserland | 0 – 0 | Noord-Ierland | Hardturm, Zürich Toeschouwers: 4.000 Scheidsrechter: Nicolai Vollquartz (DEN) |
| 18 augustus Vriendschappelijk № 506 «onderlinge duels» 19:15 uur |             |       |               | Hardturm, Zürich Toeschouwers: 4.000 Scheidsrechter: Nicolai Vollquartz (DEN) |

|                                                                |               |                                                             |       |                                                                               |
| 4 september WK-kwalificatie № 507 «onderlinge duels» 16:00 uur | Noord-Ierland | 0 – 3                                                       | Polen | Windsor Park, Belfast Toeschouwers: 14.000 Scheidsrechter: Jan Wegereef (NED) |
| 4 september WK-kwalificatie № 507 «onderlinge duels» 16:00 uur |               | 4' Maciej Żurawski 37' Piotr Włodarczyk 57' Jacek Krzynówek |       | Windsor Park, Belfast Toeschouwers: 14.000 Scheidsrechter: Jan Wegereef (NED) |

|                                                                |                                      |       |                                  |                                                                                         |
| 8 september WK-kwalificatie № 508 «onderlinge duels» 20:00 uur | Wales                                | 2 – 2 | Noord-Ierland                    | Millennium Stadium, Cardiff Toeschouwers: 63.500 Scheidsrechter: Domenico Messina (ITA) |
| 8 september WK-kwalificatie № 508 «onderlinge duels» 20:00 uur | John Hartson 32' Robert Earnshaw 75' |       | 11' Jeff Whitley 21' David Healy | Millennium Stadium, Cardiff Toeschouwers: 63.500 Scheidsrechter: Domenico Messina (ITA) |

|                                                              |              |       |               |                                                                                           |
| 9 oktober WK-kwalificatie № 509 «onderlinge duels» 17:30 uur | Azerbeidzjan | 0 – 0 | Noord-Ierland | Tofik Bakhramov Stadion, Bakoe Toeschouwers: 10.000 Scheidsrechter: Attila Hanacsek (HUN) |
| 9 oktober WK-kwalificatie № 509 «onderlinge duels» 17:30 uur |              |       |               | Tofik Bakhramov Stadion, Bakoe Toeschouwers: 10.000 Scheidsrechter: Attila Hanacsek (HUN) |

|                                                               |                                                      |       |                                                           |                                                                              |
| 13 oktober WK-kwalificatie № 510 «onderlinge duels» 19:45 uur | Noord-Ierland                                        | 3 – 3 | Oostenrijk                                                | Windsor Park, Belfast Toeschouwers: 11.810 Scheidsrechter: Mark Shield (AUS) |
| 13 oktober WK-kwalificatie № 510 «onderlinge duels» 19:45 uur | David Healy 35' Colin Murdock 60' Stuart Elliott 90' |       | 14' Markus Schopp 59' Christian Mayrleb 72' Markus Schopp | Windsor Park, Belfast Toeschouwers: 11.810 Scheidsrechter: Mark Shield (AUS) |

### 2005
|                                                                 |               |                    |        |                                                                                |
| 9 februari Vriendschappelijk № 511 «onderlinge duels» 20:00 uur | Noord-Ierland | 0 – 1              | Canada | Windsor Park, Belfast Toeschouwers: 11.156 Scheidsrechter: Joseph Attard (MLT) |
| 9 februari Vriendschappelijk № 511 «onderlinge duels» 20:00 uur |               | 31' Olivier Occéan |        | Windsor Park, Belfast Toeschouwers: 11.156 Scheidsrechter: Joseph Attard (MLT) |

|                                                             |                                                                        |       |               |                                                                                    |
| 26 maart WK-kwalificatie № 512 «onderlinge duels» 15:00 uur | Engeland                                                               | 4 – 0 | Noord-Ierland | Old Trafford, Manchester Toeschouwers: 65.239 Scheidsrechter: Wolfgang Stark (GER) |
| 26 maart WK-kwalificatie № 512 «onderlinge duels» 15:00 uur | Joe Cole 47' Michael Owen 52' Chris Baird 54' (e.d.) Frank Lampard 62' |       |               | Old Trafford, Manchester Toeschouwers: 65.239 Scheidsrechter: Wolfgang Stark (GER) |

|                                                             |                     |       |               |                                                                                                |
| 30 maart WK-kwalificatie № 513 «onderlinge duels» 20:00 uur | Polen               | 1 – 0 | Noord-Ierland | Stadion Wojska Polskiego, Warschau Toeschouwers: 15.000 Scheidsrechter: Peter Fröjdfeldt (SWE) |
| 30 maart WK-kwalificatie № 513 «onderlinge duels» 20:00 uur | Maciej Żurawski 86' |       |               | Stadion Wojska Polskiego, Warschau Toeschouwers: 15.000 Scheidsrechter: Peter Fröjdfeldt (SWE) |

|                                                             |                        |       |                                                                                      |                                                                                   |
| 4 juni Vriendschappelijk № 514 «onderlinge duels» 19:30 uur | Noord-Ierland          | 1 – 4 | Duitsland                                                                            | Windsor Park, Belfast Toeschouwers: 14.000 Scheidsrechter: Charlie Richmond (SCO) |
| 4 juni Vriendschappelijk № 514 «onderlinge duels» 19:30 uur | David Healy 15' (pen.) |       | 17' Gerald Asamoah 62' Michael Ballack 66' (pen.) Michael Ballack 82' Lukas Podolski | Windsor Park, Belfast Toeschouwers: 14.000 Scheidsrechter: Charlie Richmond (SCO) |

|                                                                  |                |       |                |                                                                                 |
| 17 augustus Vriendschappelijk № 515 «onderlinge duels» 20:00 uur | Malta          | 1 – 1 | Noord-Ierland  | Ta' Qali Stadium, Ta' Qali Toeschouwers: 1.850 Scheidsrechter: Mike Riley (ENG) |
| 17 augustus Vriendschappelijk № 515 «onderlinge duels» 20:00 uur | Ivan Woods 35' |       | 9' David Healy | Ta' Qali Stadium, Ta' Qali Toeschouwers: 1.850 Scheidsrechter: Mike Riley (ENG) |

|                                                                |                                      |       |              |                                                                                 |
| 3 september WK-kwalificatie № 516 «onderlinge duels» 15:00 uur | Noord-Ierland                        | 2 – 0 | Azerbeidzjan | Windsor Park, Belfast Toeschouwers: 12.000 Scheidsrechter: Dejan Stanišić (SRB) |
| 3 september WK-kwalificatie № 516 «onderlinge duels» 15:00 uur | Stuart Elliott 60' Warren Feeney 84' |       |              | Windsor Park, Belfast Toeschouwers: 12.000 Scheidsrechter: Dejan Stanišić (SRB) |

|                                                                |                 |       |          |                                                                                  |
| 7 september WK-kwalificatie № 517 «onderlinge duels» 19:45 uur | Noord-Ierland   | 1 – 0 | Engeland | Windsor Park, Belfast Toeschouwers: 14.069 Scheidsrechter: Massimo Busacca (SUI) |
| 7 september WK-kwalificatie № 517 «onderlinge duels» 19:45 uur | David Healy 74' |       |          | Windsor Park, Belfast Toeschouwers: 14.069 Scheidsrechter: Massimo Busacca (SUI) |

|                                                              |                                      |       |                                                   |                                                                              |
| 8 oktober WK-kwalificatie № 518 «onderlinge duels» 15:00 uur | Noord-Ierland                        | 2 – 3 | Wales                                             | Windsor Park, Belfast Toeschouwers: 14.000 Scheidsrechter: Ruud Bossen (NED) |
| 8 oktober WK-kwalificatie № 518 «onderlinge duels» 15:00 uur | Keith Gillespie 46' Steven Davis 50' |       | 27' Simon Davies 38' Carl Robinson 61' Ryan Giggs | Windsor Park, Belfast Toeschouwers: 14.000 Scheidsrechter: Ruud Bossen (NED) |

|                                                               |                                       |       |               |                                                                                            |
| 12 oktober WK-kwalificatie № 519 «onderlinge duels» 19:30 uur | Oostenrijk                            | 2 – 0 | Noord-Ierland | Ernst-Happel-Stadion, Wenen Toeschouwers: 12.500 Scheidsrechter: Athanassios Briakos (GRE) |
| 12 oktober WK-kwalificatie № 519 «onderlinge duels» 19:30 uur | René Aufhauser 44' René Aufhauser 90' |       |               | Ernst-Happel-Stadion, Wenen Toeschouwers: 12.500 Scheidsrechter: Athanassios Briakos (GRE) |

|                                                                  |                   |       |                            |                                                                              |
| 15 november Vriendschappelijk № 520 «onderlinge duels» 19:45 uur | Noord-Ierland     | 1 – 1 | Portugal                   | Windsor Park, Belfast Toeschouwers: 20.000 Scheidsrechter: Howard Webb (ENG) |
| 15 november Vriendschappelijk № 520 «onderlinge duels» 19:45 uur | Warren Feeney 54' |       | 41' (e.d.) Stephen Craigan | Windsor Park, Belfast Toeschouwers: 20.000 Scheidsrechter: Howard Webb (ENG) |

### 2006
|                                                              |                 |       |         |                                                                              |
| 1 maart Vriendschappelijk № 520 «onderlinge duels» 20:00 uur | Noord-Ierland   | 1 – 0 | Estland | Windsor Park, Belfast Toeschouwers: 13.600 Scheidsrechter: Pieter Vink (NED) |
| 1 maart Vriendschappelijk № 520 «onderlinge duels» 20:00 uur | Ivan Sproule 2' |       |         | Windsor Park, Belfast Toeschouwers: 13.600 Scheidsrechter: Pieter Vink (NED) |

|                                                             |                       |       |               |                                                                                         |
| 21 mei Vriendschappelijk № 521 «onderlinge duels» 19:00 uur | Uruguay               | 1 – 0 | Noord-Ierland | New York Giants Stadium, New Jersey Toeschouwers: 4.152 Scheidsrechter: Alex Prus (USA) |
| 21 mei Vriendschappelijk № 521 «onderlinge duels» 19:00 uur | Fabián Estoyanoff 33' |       |               | New York Giants Stadium, New Jersey Toeschouwers: 4.152 Scheidsrechter: Alex Prus (USA) |

|                                                             |                                    |       |               |                                                                                   |
| 26 mei Vriendschappelijk № 522 «onderlinge duels» 20:00 uur | Roemenië                           | 2 – 0 | Noord-Ierland | Soldier Field, Chicago Toeschouwers: 15.000 Scheidsrechter: Michael Kennedy (USA) |
| 26 mei Vriendschappelijk № 522 «onderlinge duels» 20:00 uur | Mugurel Buga 7' Daniel Niculae 11' |       |               | Soldier Field, Chicago Toeschouwers: 15.000 Scheidsrechter: Michael Kennedy (USA) |

|                                                                  |                   |       |                                   |                                                                                      |
| 16 augustus Vriendschappelijk № 523 «onderlinge duels» 18:00 uur | Finland           | 1 – 2 | Noord-Ierland                     | Olympiastadion, Helsinki Toeschouwers: 12.500 Scheidsrechter: Michael Svendsen (DEN) |
| 16 augustus Vriendschappelijk № 523 «onderlinge duels» 18:00 uur | Mika Väyrynen 74' |       | 32' David Healy 64' Kyle Lafferty | Olympiastadion, Helsinki Toeschouwers: 12.500 Scheidsrechter: Michael Svendsen (DEN) |

|                                                                |               |                                                                     |         |                                                                                 |
| 2 september EK-kwalificatie № 524 «onderlinge duels» 15:00 uur | Noord-Ierland | 0 – 3                                                               | IJsland | Windsor Park, Belfast Toeschouwers: 15.000 Scheidsrechter: Tommy Skjerven (NOR) |
| 2 september EK-kwalificatie № 524 «onderlinge duels» 15:00 uur |               | 13' Gunnar Þorvaldsson 20' Hermann Hreiðarsson 37' Eiður Guðjohnsen |         | Windsor Park, Belfast Toeschouwers: 15.000 Scheidsrechter: Tommy Skjerven (NOR) |

|                                                                |                                                 |       |                                    |                                                                                     |
| 6 september EK-kwalificatie № 525 «onderlinge duels» 20:15 uur | Noord-Ierland                                   | 3 – 2 | Spanje                             | Windsor Park, Belfast Toeschouwers: 14.500 Scheidsrechter: Frank De Bleeckere (BEL) |
| 6 september EK-kwalificatie № 525 «onderlinge duels» 20:15 uur | David Healy 20' David Healy 64' David Healy 80' |       | 14' Xavi Hernández 52' David Villa | Windsor Park, Belfast Toeschouwers: 14.500 Scheidsrechter: Frank De Bleeckere (BEL) |

|                                                              |            |       |               |                                                                             |
| 7 oktober EK-kwalificatie № 526 «onderlinge duels» 19:00 uur | Denemarken | 0 – 0 | Noord-Ierland | Parken, Kopenhagen Toeschouwers: 41.482 Scheidsrechter: Konrad Plautz (AUT) |
| 7 oktober EK-kwalificatie № 526 «onderlinge duels» 19:00 uur |            |       |               | Parken, Kopenhagen Toeschouwers: 41.482 Scheidsrechter: Konrad Plautz (AUT) |

|                                                               |                 |       |         |                                                                                   |
| 11 oktober EK-kwalificatie № 527 «onderlinge duels» 20:00 uur | Noord-Ierland   | 1 – 0 | Letland | Windsor Park, Belfast Toeschouwers: 14.500 Scheidsrechter: Helmut Fleischer (GER) |
| 11 oktober EK-kwalificatie № 527 «onderlinge duels» 20:00 uur | David Healy 35' |       |         | Windsor Park, Belfast Toeschouwers: 14.500 Scheidsrechter: Helmut Fleischer (GER) |

### 2007
|                                                                 |               |       |       |                                                                                   |
| 6 februari Vriendschappelijk № 528 «onderlinge duels» 19:45 uur | Noord-Ierland | 0 – 0 | Wales | Windsor Park, Belfast Toeschouwers: 14.000 Scheidsrechter: Charlie Richmond (SCO) |
| 6 februari Vriendschappelijk № 528 «onderlinge duels» 19:45 uur |               |       |       | Windsor Park, Belfast Toeschouwers: 14.000 Scheidsrechter: Charlie Richmond (SCO) |

|                                                             |                     |       |                                                                  |                                                                                 |
| 24 maart EK-kwalificatie № 529 «onderlinge duels» 19:15 uur | Liechtenstein       | 1 – 4 | Noord-Ierland                                                    | Rheinparkstadion, Vaduz Toeschouwers: 4.340 Scheidsrechter: Oleh Oriekhov (UKR) |
| 24 maart EK-kwalificatie № 529 «onderlinge duels» 19:15 uur | Franz Burgmeier 90' |       | 52' David Healy 75' David Healy 83' David Healy 90' Grant McCann | Rheinparkstadion, Vaduz Toeschouwers: 4.340 Scheidsrechter: Oleh Oriekhov (UKR) |

|                                                             |                                 |       |                    |                                                                                 |
| 28 maart EK-kwalificatie № 530 «onderlinge duels» 19:45 uur | Noord-Ierland                   | 2 – 1 | Zweden             | Windsor Park, Belfast Toeschouwers: 14.500 Scheidsrechter: Eric Braamhaar (NED) |
| 28 maart EK-kwalificatie № 530 «onderlinge duels» 19:45 uur | David Healy 31' David Healy 58' |       | 26' Johan Elmander | Windsor Park, Belfast Toeschouwers: 14.500 Scheidsrechter: Eric Braamhaar (NED) |

|                                                                |                                                  |       |                 |                                                                                |
| 22 augustus EK-kwalificatie № 531 «onderlinge duels» 19:45 uur | Noord-Ierland                                    | 3 – 1 | Liechtenstein   | Windsor Park, Belfast Toeschouwers: 20.322 Scheidsrechter: Radek Matejek (CZE) |
| 22 augustus EK-kwalificatie № 531 «onderlinge duels» 19:45 uur | David Healy 5' David Healy 35' Kyle Lafferty 56' |       | 89' Mario Frick | Windsor Park, Belfast Toeschouwers: 20.322 Scheidsrechter: Radek Matejek (CZE) |

|                                                                |                        |       |               |                                                                              |
| 8 september EK-kwalificatie № 532 «onderlinge duels» 17:15 uur | Letland                | 1 – 0 | Noord-Ierland | Skonto Stadion, Riga Toeschouwers: 7.500 Scheidsrechter: Pedro Proença (POR) |
| 8 september EK-kwalificatie № 532 «onderlinge duels» 17:15 uur | Chris Baird 56' (e.d.) |       |               | Skonto Stadion, Riga Toeschouwers: 7.500 Scheidsrechter: Pedro Proença (POR) |

|                                                                 |                                                |       |                 |                                                                                      |
| 12 september EK-kwalificatie № 533 «onderlinge duels» 19:05 uur | IJsland                                        | 2 – 1 | Noord-Ierland   | Laugardalsvöllur, Reykjavík Toeschouwers: 2.500 Scheidsrechter: Yuriy Baskakov (RUS) |
| 12 september EK-kwalificatie № 533 «onderlinge duels» 19:05 uur | Ármann Björnsson 6' Keith Gillespie 90' (e.d.) |       | 72' David Healy | Laugardalsvöllur, Reykjavík Toeschouwers: 2.500 Scheidsrechter: Yuriy Baskakov (RUS) |

|                                                               |                   |       |                   |                                                                                      |
| 17 oktober EK-kwalificatie № 534 «onderlinge duels» 19:30 uur | Zweden            | 1 – 1 | Noord-Ierland     | Råsunda Stadion, Stockholm Toeschouwers: 33.112 Scheidsrechter: Bertrand Layec (FRA) |
| 17 oktober EK-kwalificatie № 534 «onderlinge duels» 19:30 uur | Olof Mellberg 15' |       | 72' Kyle Lafferty | Råsunda Stadion, Stockholm Toeschouwers: 33.112 Scheidsrechter: Bertrand Layec (FRA) |

|                                                                |                                   |       |                      |                                                                              |
| 17 november EK-kwalificatie № 535 «onderlinge duels» 19:45 uur | Noord-Ierland                     | 2 – 1 | Denemarken           | Windsor Park, Belfast Toeschouwers: 14.500 Scheidsrechter: Pieter Vink (NED) |
| 17 november EK-kwalificatie № 535 «onderlinge duels» 19:45 uur | Warren Feeney 62' David Healy 80' |       | 51' Nicklas Bendtner | Windsor Park, Belfast Toeschouwers: 14.500 Scheidsrechter: Pieter Vink (NED) |

|                                                                |                    |       |               |                                                                                                 |
| 21 november EK-kwalificatie № 536 «onderlinge duels» 19:00 uur | Spanje             | 1 – 0 | Noord-Ierland | Estadio de Gran Canaria, Gran Canaria Toeschouwers: 30.000 Scheidsrechter: Herbert Fandel (GER) |
| 21 november EK-kwalificatie № 536 «onderlinge duels» 19:00 uur | Xavi Hernández 52' |       |               | Estadio de Gran Canaria, Gran Canaria Toeschouwers: 30.000 Scheidsrechter: Herbert Fandel (GER) |

### 2008
|                                                                 |               |                        |           |                                                                                  |
| 6 februari Vriendschappelijk № 537 «onderlinge duels» 19:45 uur | Noord-Ierland | 0 – 1                  | Bulgarije | Windsor Park, Belfast Toeschouwers: 11.000 Scheidsrechter: Dougie McDonald (SCO) |
| 6 februari Vriendschappelijk № 537 «onderlinge duels» 19:45 uur |               | 38' (e.d.) Jonny Evans |           | Windsor Park, Belfast Toeschouwers: 11.000 Scheidsrechter: Dougie McDonald (SCO) |

|                                                               |                                                                                  |       |                        |                                                                             |
| 26 maart Vriendschappelijk № 538 «onderlinge duels» 20:45 uur | Noord-Ierland                                                                    | 4 – 1 | Georgië                | Windsor Park, Belfast Toeschouwers: 15.000 Scheidsrechter: Luc Wilmes (LUX) |
| 26 maart Vriendschappelijk № 538 «onderlinge duels» 20:45 uur | Kyle Lafferty 25' David Healy 33' Kyle Lafferty 36' Levan Kobiasjvili 87' (e.d.) |       | 55' (e.d.) David Healy | Windsor Park, Belfast Toeschouwers: 15.000 Scheidsrechter: Luc Wilmes (LUX) |

|                                                                  |           |       |               |                                                                                     |
| 20 augustus Vriendschappelijk № 539 «onderlinge duels» 20:00 uur | Schotland | 0 – 0 | Noord-Ierland | Hampden Park, Glasgow Toeschouwers: 28.072 Scheidsrechter: Nicolai Vollquartz (DEN) |
| 20 augustus Vriendschappelijk № 539 «onderlinge duels» 20:00 uur |           |       |               | Hampden Park, Glasgow Toeschouwers: 28.072 Scheidsrechter: Nicolai Vollquartz (DEN) |

|                                                                |                                    |       |                       |                                                                                   |
| 6 september WK-kwalificatie № 540 «onderlinge duels» 16:30 uur | Slowakije                          | 2 – 1 | Noord-Ierland         | Tehelné Pole, Bratislava Toeschouwers: 5.445 Scheidsrechter: Nikolai Ivanov (RUS) |
| 6 september WK-kwalificatie № 540 «onderlinge duels» 16:30 uur | Martin Škrtel 46' Marek Hamšík 70' |       | 81' (e.d.) Ján Ďurica | Tehelné Pole, Bratislava Toeschouwers: 5.445 Scheidsrechter: Nikolai Ivanov (RUS) |

|                                                                 |               |       |          |                                                                             |
| 10 september WK-kwalificatie № 541 «onderlinge duels» 19:45 uur | Noord-Ierland | 0 – 0 | Tsjechië | Windsor Park, Belfast Toeschouwers: 12.882 Scheidsrechter: Ivan Bebek (CRO) |
| 10 september WK-kwalificatie № 541 «onderlinge duels» 19:45 uur |               |       |          | Windsor Park, Belfast Toeschouwers: 12.882 Scheidsrechter: Ivan Bebek (CRO) |

|                                                               |                                               |       |               | |
| 11 oktober WK-kwalificatie № 542 «onderlinge duels» 19:45 uur | Slovenië                                      | 2 – 0 | Noord-Ierland | Ljudski vrt Stadion, Maribor Toeschouwers: 12.385 Scheidsrechter: Eduardo Iturralde González (ESP) |
| 11 oktober WK-kwalificatie № 542 «onderlinge duels» 19:45 uur | Milivoje Novakovič 83' Zlatan Ljubijankič 84' |       |               | Ljudski vrt Stadion, Maribor Toeschouwers: 12.385 Scheidsrechter: Eduardo Iturralde González (ESP) |

|                                                               |                                                                     |       |            |                                                                               |
| 15 oktober WK-kwalificatie № 543 «onderlinge duels» 19:45 uur | Noord-Ierland                                                       | 4 – 0 | San Marino | Windsor Park, Belfast Toeschouwers: 12.957 Scheidsrechter: Petteri Kari (FIN) |
| 15 oktober WK-kwalificatie № 543 «onderlinge duels» 19:45 uur | David Healy 31' Grant McCann 43' Kyle Lafferty 56' Steven Davis 75' |       |            | Windsor Park, Belfast Toeschouwers: 12.957 Scheidsrechter: Petteri Kari (FIN) |

|                                                                  |               |                                      |           |                                                                                      |
| 19 november Vriendschappelijk № 544 «onderlinge duels» 19:45 uur | Noord-Ierland | 0 – 2                                | Hongarije | Windsor Park, Belfast Toeschouwers: 6.251 Scheidsrechter: Robert Schörgenhofer (AUT) |
| 19 november Vriendschappelijk № 544 «onderlinge duels» 19:45 uur |               | 57' Sandor Torghelle 71' Zoltán Gera |           | Windsor Park, Belfast Toeschouwers: 6.251 Scheidsrechter: Robert Schörgenhofer (AUT) |

### 2009
|                                                                |            |                                                    |               |                                                                                          |
| 11 februari WK-kwalificatie № 545 «onderlinge duels» 19:30 uur | San Marino | 0 – 3                                              | Noord-Ierland | Stadio Olimpico, Serravalle Toeschouwers: 1.942 Scheidsrechter: Dragomir Stanković (SRB) |
| 11 februari WK-kwalificatie № 545 «onderlinge duels» 19:30 uur |            | 7' Gareth McAuley 33' Grant McCann 63' Chris Brunt |               | Stadio Olimpico, Serravalle Toeschouwers: 1.942 Scheidsrechter: Dragomir Stanković (SRB) |

|                                                             |                                                              |       |                                         |                                                                                 |
| 28 maart WK-kwalificatie № 546 «onderlinge duels» 18:15 uur | Noord-Ierland                                                | 3 – 2 | Polen                                   | Windsor Park, Belfast Toeschouwers: 14.907 Scheidsrechter: Martin Hansson (SWE) |
| 28 maart WK-kwalificatie № 546 «onderlinge duels» 18:15 uur | Warren Feeney 10' Jonny Evans 47' Michał Żewłakow 61' (e.d.) |       | 27' Ireneusz Jeleń 90' Marek Saganowski | Windsor Park, Belfast Toeschouwers: 14.907 Scheidsrechter: Martin Hansson (SWE) |

|                                                            |                   |       |          |                                                                             |
| 1 april WK-kwalificatie № 547 «onderlinge duels» 19:45 uur | Noord-Ierland     | 1 – 0 | Slovenië | Windsor Park, Belfast Toeschouwers: 13.243 Scheidsrechter: Alon Yefet (ISR) |
| 1 april WK-kwalificatie № 547 «onderlinge duels» 19:45 uur | Warren Feeney 73' |       |          | Windsor Park, Belfast Toeschouwers: 13.243 Scheidsrechter: Alon Yefet (ISR) |

|                                                             |                                                              |       |               |                                                                            |
| 6 juni Vriendschappelijk № 548 «onderlinge duels» 20:50 uur | Italië                                                       | 3 – 0 | Noord-Ierland | Arena Garibaldi, Pisa Toeschouwers: 8.000 Scheidsrechter: Kevin Blom (NED) |
| 6 juni Vriendschappelijk № 548 «onderlinge duels» 20:50 uur | Giuseppe Rossi 19' Pasquale Foggia 53' Sergio Pellissier 72' |       |               | Arena Garibaldi, Pisa Toeschouwers: 8.000 Scheidsrechter: Kevin Blom (NED) |

|                                                                  |                  |       |                   |                                                                                      |
| 12 augustus Vriendschappelijk № 549 «onderlinge duels» 19:45 uur | Noord-Ierland    | 1 – 1 | Israël            | Windsor Park, Belfast Toeschouwers: 4.500 Scheidsrechter: Jóhannes Valgeirsson (ISL) |
| 12 augustus Vriendschappelijk № 549 «onderlinge duels» 19:45 uur | Grant McCann 17' |       | 26' Elyaniv Barda | Windsor Park, Belfast Toeschouwers: 4.500 Scheidsrechter: Jóhannes Valgeirsson (ISL) |

|                                                                |                         |       |                   |                                                                                           |
| 5 september WK-kwalificatie № 550 «onderlinge duels» 20:30 uur | Polen                   | 1 – 1 | Noord-Ierland     | Stadion Śląski, Chorzów Toeschouwers: 45.000 Scheidsrechter: Manuel Mejuto González (ESP) |
| 5 september WK-kwalificatie № 550 «onderlinge duels» 20:30 uur | Aaron Hughes 80' (e.d.) |       | 38' Kyle Lafferty | Stadion Śląski, Chorzów Toeschouwers: 45.000 Scheidsrechter: Manuel Mejuto González (ESP) |

|                                                                |               |                                        |           |                                                                                |
| 9 september WK-kwalificatie № 551 «onderlinge duels» 19:45 uur | Noord-Ierland | 0 – 2                                  | Slowakije | Windsor Park, Belfast Toeschouwers: 13.019 Scheidsrechter: Björn Kuipers (NED) |
| 9 september WK-kwalificatie № 551 «onderlinge duels» 19:45 uur |               | 15' Stanislav Šesták 66' Filip Hološko |           | Windsor Park, Belfast Toeschouwers: 13.019 Scheidsrechter: Björn Kuipers (NED) |

|                                                               |          |       |               |                                                                                  |
| 14 oktober WK-kwalificatie № 552 «onderlinge duels» 19:30 uur | Tsjechië | 0 – 0 | Noord-Ierland | Synot Tip Arena, Praag Toeschouwers: 8.002 Scheidsrechter: Laurent Duhamel (FRA) |
| 14 oktober WK-kwalificatie № 552 «onderlinge duels» 19:30 uur |          |       |               | Synot Tip Arena, Praag Toeschouwers: 8.002 Scheidsrechter: Laurent Duhamel (FRA) |

|                                                                  |               |                   |        |                                                                                 |
| 14 november Vriendschappelijk № 553 «onderlinge duels» 17:30 uur | Noord-Ierland | 0 – 1             | Servië | Windsor Park, Belfast Toeschouwers: 13.500 Scheidsrechter: Abby Toussaint (LUX) |
| 14 november Vriendschappelijk № 553 «onderlinge duels» 17:30 uur |               | 57' Danko Lazović |        | Windsor Park, Belfast Toeschouwers: 13.500 Scheidsrechter: Abby Toussaint (LUX) |

IFA · A-internationals · Selecties · Bondscoaches · Noord-Iers vrouwenelftal · Brits olympisch elftal · N-Ierland U21 · N-Ierland U20 · N-Ierland U19 · N-Ierland U18 · N-Ierland U17 · N-Ierland U16
1882 – 1899 ·
1900 – 1919 ·
1920 – 1929 ·
1930 – 1939 ·
1940 – 1949 ·
1950 – 1959 ·
1960 – 1969 ·
1970 – 1979 ·
1980 – 1989 ·
1990 – 1999 ·
2000 – 2009 ·
2010 – 2019 ·
2020 – 2029
EK 2016
WK 1958 · 
WK 1982 · 
WK 1986
1921 · 
1922 · 
1923 · 
1924 · 
1925 · 
1926 · 
1927 · 
1928 · 
1929 · 
1930 · 
1931 · 
1932 · 
1933 · 
1934 · 
1935 · 
1936 · 
1937 · 
1938 · 
1939 · 
1940 · 1941 · 1942 · 1943 · 1944 · 1945 · 
1946 · 
1947 · 
1948 · 
1949 · 
1950 · 
1952 · 
1952 · 
1953 · 
1954 · 
1955 · 
1956 · 
1957 · 
1958 · 
1959 · 
1960 · 
1961 · 
1962 · 
1963 · 
1964 · 
1965 · 
1966 · 
1967 · 
1968 · 
1969 · 
1970 · 
1971 · 
1972 · 
1973 · 
1974 · 
1975 · 
1976 · 
1977 · 
1978 · 
1979 · 
1980 · 
1981 · 
1982 · 
1983 · 
1984 · 
1985 · 
1986 · 
1987 · 
1988 · 
1989 · 
1990 ·
1991 · 
1992 · 
1993 · 
1994 · 
1995 · 
1996 · 
1997 · 
1998 · 
1999 · 
2000 · 
2001 · 
2002 · 
2003 · 
2004 · 
2005 · 
2006 · 
2007 · 
2008 · 
2009 · 
2010 · 
2011 · 
2012 · 
2013 · 
2014 · 
2015 · 
2016 · 
2017 · 
2018 · 
2019 · 
2020 · 
2021 ·
2022 ·
2023 ·
2024
Albanië ·
Algerije ·
Andorra ·
Argentinië ·
Armenië ·
Australië ·
Azerbeidzjan ·
Barbados ·
België ·
Bosnië en Herzegovina ·
Brazilië ·
Bulgarije ·
Canada ·
Chili ·
Colombia ·
Costa Rica ·
Cyprus ·
Denemarken ·
Duitsland ·
Engeland ·
Estland ·
Faeröer ·
Finland ·
Frankrijk ·
Georgië · 
Griekenland ·
Honduras ·
Hongarije ·
Ierland ·
IJsland ·
Israël ·
Italië ·
Joegoslavië ·
Kazachstan ·
Kosovo ·
Kroatië ·
Letland ·
Liechtenstein ·
Litouwen ·
Luxemburg · 
Malta ·
Marokko ·
Mexico ·
Moldavië ·
Montenegro ·
Nederland ·
Nieuw-Zeeland ·
Noorwegen ·
Oekraïne ·
Oostenrijk ·
Panama ·
Polen ·
Portugal ·
Qatar ·
Roemenië ·
Rusland ·
Saint Kitts en Nevis ·
San Marino ·
Schotland ·
Servië ·
Servië en Montenegro ·
Slovenië ·
Slowakije ·
Sovjet-Unie ·
Spanje ·
Thailand ·
Trinidad en Tobago ·
Tsjechië ·
Tsjecho-Slowakije ·
Turkije ·
Uruguay ·
Verenigde Staten ·
Wales ·
Wit-Rusland · 
Zuid-Korea ·
Zweden ·
Zwitserland
Frankrijk (1982) · Oekraïne (2016) · Oostenrijk (1982) · Polen (2016)
AFC-zone: Afghanistan · Australië · Bahrein · Bangladesh · Bhutan · Brunei · Cambodja · China · Filipijnen · Guam · Hongkong · India · Indonesië · Iran · Irak · Japan · Jemen · Jordanië · Koeweit · Kirgizië · Laos · Libanon · Macau · Maleisië · Maldiven · Mongolië · Myanmar · Nepal · Noord-Korea · Oezbekistan · Oman · Oost-Timor · Pakistan · Palestina · Qatar · Saoedi-Arabië · Singapore · Sri Lanka · Syrië · Tadzjikistan · Taiwan · Thailand · Turkmenistan · Verenigde Arabische Emiraten · Vietnam · Zuid-Korea

CAF-zone: Algerije · Angola · Benin · Botswana · Burkina Faso · Burundi · Centraal-Afrikaanse Republiek · Comoren · Congo-Brazzaville · Congo-Kinshasa · Djibouti · Egypte · Equatoriaal-Guinea · Eritrea · Ethiopië · Gabon · Gambia · Ghana · Guinee · Guinee-Bissau · Ivoorkust · Kaapverdië · Kameroen · Kenia · Lesotho · Liberia · Libië · Madagaskar · Malawi · Mali  ·Mauritanië · Mauritius · Marokko · Mozambique · Namibië · Niger · Nigeria · Oeganda · Rwanda · Sao Tomé en Principe · Senegal · Seychellen · Sierra Leone · Soedan · Somalië · Swaziland · Tanzania · Togo · Tsjaad · Tunesië · Zambia · Zimbabwe · Zuid-Afrika

CONCACAF-zone: Amerikaanse Maagdeneilanden · Anguilla · Antigua en Barbuda · Aruba · Bahama's · Barbados · Belize · Bermuda · Britse Maagdeneilanden · Canada · Kaaimaneilanden · Costa Rica · Cuba · Dominica · Dominicaanse Republiek · El Salvador · Frans Guyana · Grenada · Guadeloupe · Guatemala · Guyana · Haïti · Honduras · Jamaica · Martinique · Mexico · Montserrat · 
Nicaragua · Panama · Puerto Rico · Saint Kitts en Nevis · Saint Lucia · Saint Vincent en de Grenadines · Sint Maarten · Suriname · Trinidad en Tobago · Turks- en Caicoseilanden · Verenigde Staten

CONMEBOL-zone: Argentinië · Bolivia · Brazilië · Chili · Colombia · Ecuador · Paraguay · Peru · Uruguay · Venezuela

OFC-zone: Amerikaans-Samoa · Cookeilanden · Fiji · Nieuw-Caledonië · Nieuw-Zeeland · Papoea-Nieuw-Guinea · Samoa · Salomoneilanden · Tahiti · Tonga · Vanuatu

UEFA-zone: Albanië · Andorra · Armenië · Azerbeidzjan · België · Bosnië en Herzegovina · Bulgarije · Cyprus · Denemarken · Duitsland · Engeland · Estland · Faeröer · Finland · Frankrijk · Georgië · Griekenland · Hongarije · IJsland · Ierland · Israël · Italië · Kazachstan · Kroatië · Letland · Liechtenstein · Litouwen · Luxemburg · Macedonië · Malta · Moldavië · Montenegro · Nederland · Noord-Ierland · Noorwegen · Oekraïne · Oostenrijk · Polen · Portugal · Roemenië · Rusland · San Marino · Schotland · Servië · Servië en Montenegro · Slovenië · Slowakije · Spanje · Tsjechië · Turkije · Wales · Wit-Rusland · Zweden · Zwitserland